# Châteaux d'eau de Montignies-sur-Sambre
 (octobre 2020).
Les Châteaux d'eau de Montignies-sur-Sambre sont deux châteaux d'eau dans la section de Montignies-sur-Sambre à Charleroi (Belgique). Ils ont été construits à deux époques différentes, le premier en 1904 et le suivant en 1946,.

## Histoire
Ces deux bâtiments sont basés sur les recherches hydrauliques de l'ingénieur allemand Otto Intze, que la Belgique a été l'un des premiers pays à mettre en œuvre.

## Architecture

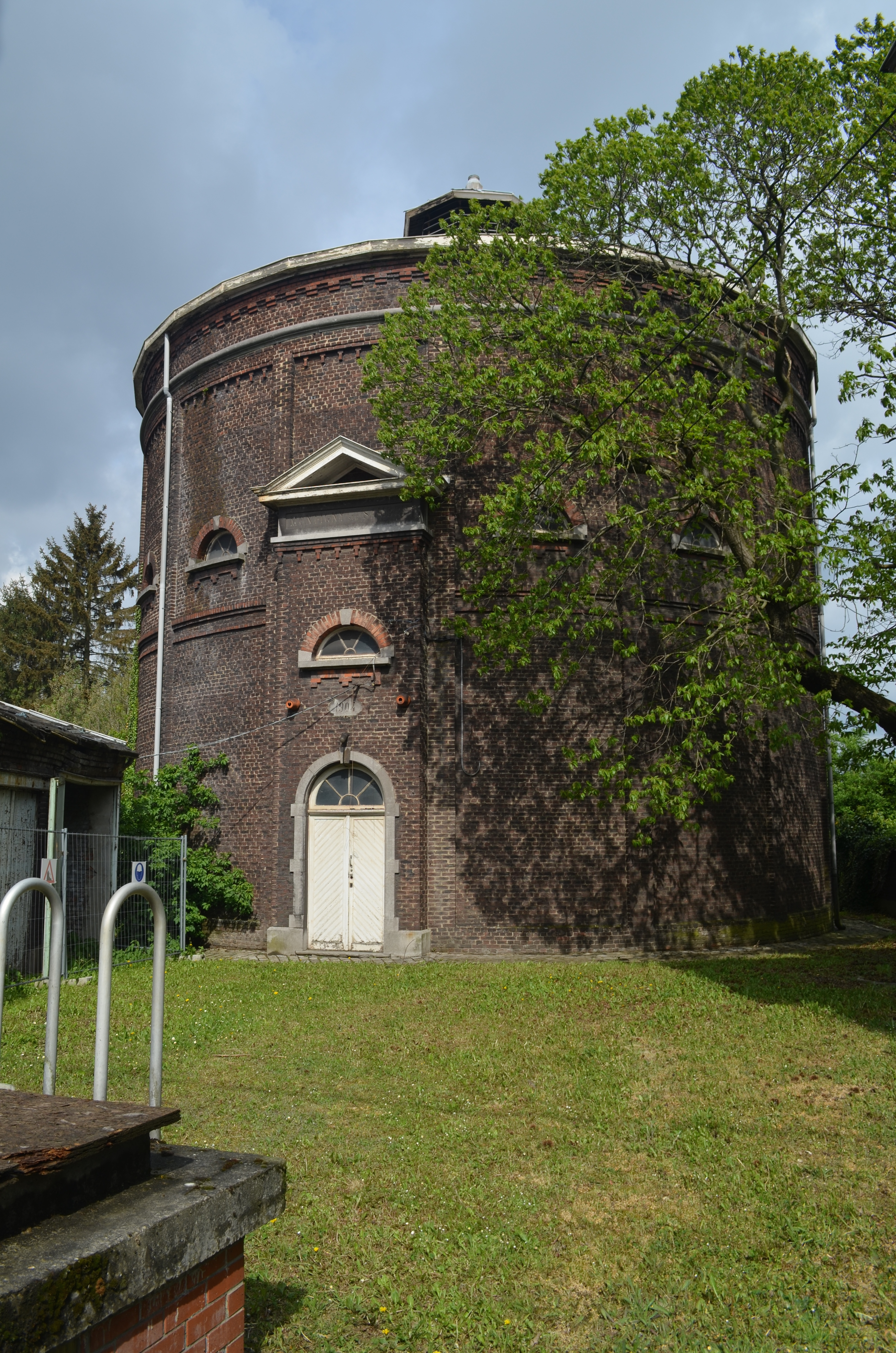
L'ancien château d'eau de 1904.

Le premier bâtiment, construit en 1904, est sur plan circulaire avec une capacité d'eau de 800 m3. Sans fenêtres, le château d'eau a une façade en briques rouge-brun. Le grand volume circulaire est caractérisé par un petit corps protubérant et surmonté d'un fronton de style néoclassique.
Le second, plus récent, construit en 1946, est caractérisé par un double cuve d'une capacité totale de 5 000 m3. Les deux citernes marquent la forme du bâtiment recouvert par de briques rouges et rythmé par des baies en hauteur.